# Élections fédérales australiennes de 2022 en Australie-Occidentale
Les élections fédérales australiennes de 2022 en Australie-Occidentale ont eu lieu le 21 mai 2022. Les quinze sièges de l'état à la Chambre des représentants et six des 12 sièges du Sénat étaient en élection.

## Résultats

### Chambre
| Parti                                    | Parti                  | Parti                  | Votes     | %      | Swing  | Sièges | +/−    |  |
| ---------------------------------------- | ---------------------- | ---------------------- | --------- | ------ | ------ | ------ | ------ |  |
|                                          | Travailliste           | Travailliste           | 542 667   | 36,84  | +7,04  | 9      | 4      |  |
|                                          |                        | Libéral                | 503 254   | 34,16  | −9,63  | 5      | 6      |  |
|                                          | National               | 9 160                  | 0,62      | −0,81  | 0      | Stable |        |  |
| Total du Coalition                       | Total du Coalition     | 512 414                | 34,78     | −10,44 | 5      | 6      |        |  |
|                                          | Verts                  | Verts                  | 184 094   | 12,50  | +0,88  | 0      | Stable |  |
|                                          | Une nation             | Une nation             | 58 226    | 3,95   | −1,36  | 0      | Stable |  |
|                                          | UAP                    | UAP                    | 33 863    | 2,30   | +0,27  | 0      | Stable |  |
|                                          | Australie-Occidentale  | Australie-Occidentale  | 33 263    | 2,26   | +0,46  | 0      | Stable |  |
|                                          | Chrétiens              | Chrétiens              | 19 867    | 1,35   | −0,35  | 0      | Stable |  |
|                                          | Grand australien       | Grand australien       | 16 553    | 1,12   | +1,06  | 0      | Stable |  |
|                                          | Fédération             | Fédération             | 15 920    | 1,08   | +1,08  | 0      | Stable |  |
|                                          | Démocrates libéraux    | Démocrates libéraux    | 12 897    | 0,88   | +0,88  | 0      | Stable |  |
|                                          | AJP                    | AJP                    | 5 524     | 0,37   | +0,28  | 0      | Stable |  |
|                                          | Alliance socialiste    | Alliance socialiste    | 1 184     | 0,08   | +0,01  | 0      | Stable |  |
|                                          | IMOP                   | IMOP                   | 785       | 0,05   | +0,05  | 0      | Stable |  |
|                                          | Indépendants           | Indépendants           | 35 968    | 2,44   | +1,34  | 1      | 1      |  |
| Total                                    | Total                  | Total                  | 1 473 225 | 100,00 | –      | 15     | 1      |  |
|                                          |                        |                        |           |        |        |        |        |  |
| Votes invalides/blancs                   | Votes invalides/blancs | Votes invalides/blancs | 86 057    | 5,52   | +0,08  | –      | –      |  |
| Participation                            | Participation          | Participation          | 1 559 282 | 87,99  | −2,06  | –      | –      |  |
| Électeurs inscrits                       | Électeurs inscrits     | Électeurs inscrits     | 1 772 065 | –      | –      | –      | –      |  |
| Préférence bipartite                     |                        |                        |           |        |        |        |        |  |
|                                          | Travailliste           | Travailliste           | 810 206   | 55,00  | +10,55 |        |        |  |
|                                          | Libéral                | Libéral                | 663 019   | 45,00  | −10,55 |        |        |  |
| Source: AEC pour les votes et les sièges |                        |                        |           |        |        |        |        |  |

#### Brand
| Parti                            | Parti                        | Candidat                     | Voix    | %      | ±      |
| -------------------------------- | ---------------------------- | ---------------------------- | ------- | ------ | ------ |
|                                  | Travailliste                 | Madeleine King               | 48 031  | 50,20  | +9,82  |
|                                  | Libéral                      | Peter Hudson                 | 21 056  | 22,01  | −7,83  |
|                                  | Verts                        | Heather Lonsdale             | 10 900  | 11,39  | +0,29  |
|                                  | Une nation                   | Jake Taylor                  | 5 139   | 5,37   | −3,10  |
|                                  | UAP                          | David Pike                   | 2 711   | 2,83   | −0,06  |
|                                  | Australie-Occidentale        | Michael O'Loghlen            | 2 592   | 2,71   | +0,01  |
|                                  | Chrétiens                    | Jayne Crichton               | 2 090   | 2,18   | −0,89  |
|                                  | Grand australien             | Andrew Gleeson               | 1 490   | 1,56   | +1,56  |
|                                  | Démocrates libéraux          | Alison Marshall              | 1 074   | 1,12   | +1,12  |
|                                  | Fédération                   | Malcolm Heffernan            | 598     | 0,62   | +0,62  |
| Total des suffrages exprimés     | Total des suffrages exprimés | Total des suffrages exprimés | 95 681  | 93,59  | −0,15  |
| Votes nuls                       | Votes nuls                   | Votes nuls                   | 6 551   | 6,41   | +0,15  |
| Participation                    | Participation                | Participation                | 102 232 | 86,56  | −1,90  |
| Résultat de préférence bipartite |                              |                              |         |        |        |
|                                  | Travailliste                 | Madeleine King               | 63 829  | 66,71  | +10,05 |
|                                  | Libéral                      | Peter Hudson                 | 31 852  | 33,29  | −10,05 |
|                                  | Travailliste retenir         | Travailliste retenir         | Swing   | +10,05 |        |

#### Burt
| Parti                            | Parti                        | Candidat                     | Voix   | %     | ±      |
| -------------------------------- | ---------------------------- | ---------------------------- | ------ | ----- | ------ |
|                                  | Travailliste                 | Matt Keogh                   | 47 268 | 51,63 | +10,51 |
|                                  | Libéral                      | David Goode                  | 21 009 | 22,95 | −9,49  |
|                                  | Verts                        | Daniel Garlett               | 9 004  | 9,84  | +0,27  |
|                                  | Une nation                   | Travis Carter                | 4 436  | 4,85  | −1,25  |
|                                  | Chrétiens                    | Warnar Spyker                | 3 428  | 3,74  | +0,06  |
|                                  | Australie-Occidentale        | Stephen Phelan               | 2 390  | 2,61  | +1,40  |
|                                  | UAP                          | Joshua Mccurry               | 2 274  | 2,48  | +0,24  |
|                                  | Fédération                   | Michele Castle               | 1 741  | 1,90  | +1,90  |
| Total des suffrages exprimés     | Total des suffrages exprimés | Total des suffrages exprimés | 91 550 | 94,16 | +082   |
| Votes nuls                       | Votes nuls                   | Votes nuls                   | 5 675  | 5,84  | −0,82  |
| Participation                    | Participation                | Participation                | 97 225 | 86,10 | −0,89  |
| Résultat de préférence bipartite |                              |                              |        |       |        |
|                                  | Travailliste                 | Matt Keogh                   | 59 704 | 65,21 | +9,71  |
|                                  | Libéral                      | David Goode                  | 31 846 | 34,79 | −9,71  |
|                                  | Travailliste retenir         | Travailliste retenir         | Swing  | +9,71 |        |

#### Canning
| Parti                            | Parti                        | Candidat                     | Voix    | %     | ±     |
| -------------------------------- | ---------------------------- | ---------------------------- | ------- | ----- | ----- |
|                                  | Libéral                      | Andrew Hastie                | 41 294  | 43,81 | −5,31 |
|                                  | Travailliste                 | Amanda Hunt                  | 30 897  | 32,78 | +5,24 |
|                                  | Verts                        | Jodie Moffat                 | 7 659   | 8,13  | +0,64 |
|                                  | Une nation                   | Tammi Siwes                  | 4 215   | 4,47  | −2,63 |
|                                  | UAP                          | James Waldeck                | 2 438   | 2,59  | +0,33 |
|                                  | Australie-Occidentale        | Brad Bedford                 | 2 202   | 2,34  | −0,46 |
|                                  | Indépendant                  | Ashley Williams              | 1 708   | 1,81  | +1,81 |
|                                  | Chrétiens                    | Andriette du Plessis         | 1 689   | 1,79  | −0,16 |
|                                  | IMOP                         | Judith Congrene              | 785     | 0,83  | +0,83 |
|                                  | Démocrates libéraux          | David Gardiner               | 749     | 0,79  | +0,79 |
|                                  | Fédération                   | Anthony Gardyne              | 628     | 0,67  | +0,67 |
| Total des suffrages exprimés     | Total des suffrages exprimés | Total des suffrages exprimés | 94 264  | 93,50 | −0,43 |
| Votes nuls                       | Votes nuls                   | Votes nuls                   | 6 558   | 6,50  | +0,43 |
| Participation                    | Participation                | Participation                | 100 822 | 87,55 | −2,20 |
| Résultat de préférence bipartite |                              |                              |         |       |       |
|                                  | Libéral                      | Andrew Hastie                | 50 513  | 53,59 | −7,97 |
|                                  | Travailliste                 | Amanda Hunt                  | 43 751  | 46,41 | +7,97 |
|                                  | Libéral retenir              | Libéral retenir              | Swing   | −7,97 |       |

#### Cowan
| Parti                            | Parti                        | Candidat                     | Voix    | %     | ±     |
| -------------------------------- | ---------------------------- | ---------------------------- | ------- | ----- | ----- |
|                                  | Travailliste                 | Anne Aly                     | 46 712  | 46,86 | +9,03 |
|                                  | Libéral                      | Vince Connelly               | 30 328  | 30,42 | −9,65 |
|                                  | Verts                        | Isabella Tripp               | 9 829   | 9,86  | −1,22 |
|                                  | Une nation                   | Tyler Walsh                  | 2 839   | 2,85  | −1,81 |
|                                  | UAP                          | Claire Hand                  | 2 423   | 2,43  | +0,18 |
|                                  | Chrétiens                    | Sylvia Iradukunda            | 1 859   | 1,86  | +0,03 |
|                                  | AJP                          | Michael Anagno               | 1M775   | 1,78  | +1,78 |
|                                  | Australie-Occidentale        | Roland Laverack              | 1 714   | 1,72  | +0,52 |
|                                  | Fédération                   | Michael Calautti             | 1 125   | 1,13  | +1,13 |
|                                  | Démocrates libéraux          | Micah van Krieken            | 1 080   | 1,08  | +1,08 |
| Total des suffrages exprimés     | Total des suffrages exprimés | Total des suffrages exprimés | 99 684  | 92,54 | −1,70 |
| Votes nuls                       | Votes nuls                   | Votes nuls                   | 8 039   | 7,46  | +1,70 |
| Participation                    | Participation                | Participation                | 107 723 | 87,86 | −2,83 |
| Résultat de préférence bipartite |                              |                              |         |       |       |
|                                  | Travailliste                 | Anne Aly                     | 60 625  | 60,82 | +9,96 |
|                                  | Libéral                      | Vince Connelly               | 39 059  | 39,18 | −9,96 |
|                                  | Travailliste retenir         | Travailliste retenir         | Swing   | +9,96 |       |

#### Curtin
| Parti                                        | Parti                             | Candidat                     | Voix    | %     | ±      |
| -------------------------------------------- | --------------------------------- | ---------------------------- | ------- | ----- | ------ |
|                                              | Libéral                           | Celia Hammond                | 43 408  | 41,33 | −12,68 |
|                                              | Indépendant                       | Kate Chaney                  | 30 942  | 29,46 | +29,46 |
|                                              | Travailliste                      | Yannick Spencer              | 14 654  | 13,95 | −4,63  |
|                                              | Verts                             | Cameron Pidgeon              | 10 889  | 10,37 | −4,93  |
|                                              | UAP                               | Ladeisha Verhoeff            | 1 828   | 1,74  | +0,45  |
|                                              | Une nation                        | Dale Grillo                  | 1 310   | 1,25  | −0,11  |
|                                              | Australie-Occidentale             | Bill Burn                    | 1 243   | 1,18  | −0,37  |
|                                              | Fédération                        | Judith Cullity               | 763     | 0,73  | +0,73  |
| Total des suffrages exprimés                 | Total des suffrages exprimés      | Total des suffrages exprimés | 105 037 | 96,89 | +0,07  |
| Votes nuls                                   | Votes nuls                        | Votes nuls                   | 3 373   | 3,11  | −0,07  |
| Participation                                | Participation                     | Participation                | 108 410 | 90,90 | −1,10  |
| Résultat de préférence bipartite (notionnel) |                                   |                              |         |       |        |
|                                              | Libéral                           | Celia Hammond                | 58 401  | 55,60 | −8,35  |
|                                              | Travailliste                      | Yannick Spencer              | 46 636  | 44,40 | +8,35  |
| Résultat de préférence bicandidat            |                                   |                              |         |       |        |
|                                              | Indépendant                       | Kate Chaney                  | 53 847  | 51,26 | +51,26 |
|                                              | Libéral                           | Celia Hammond                | 51 190  | 48,74 | −15,21 |
|                                              | Indépendant vainqueur sur Libéral |                              |         |       |        |

#### Durack
| Parti                            | Parti                        | Candidat                     | Voix   | %     | ±      |
| -------------------------------- | ---------------------------- | ---------------------------- | ------ | ----- | ------ |
|                                  | Libéral                      | Melissa Price                | 30 736 | 34,33 | −10,24 |
|                                  | Travailliste                 | Jeremiah Riley               | 26 093 | 29,15 | +6,45  |
|                                  | National                     | Ian Blayney                  | 9 160  | 10,23 | +2,50  |
|                                  | Verts                        | Bianca McNeair               | 8 457  | 9,45  | +1,42  |
|                                  | Une nation                   | Brenton Johannsen            | 6 174  | 6,90  | −2,73  |
|                                  | Grand australien             | Adrian Mcrae                 | 2 738  | 3,06  | +3,06  |
|                                  | Australie-Occidentale        | Anthony Fels                 | 2 483  | 2,77  | −0,52  |
|                                  | UAP                          | Andrew Middleton             | 2 229  | 2,49  | −0,23  |
|                                  | Fédération                   | Craig Shore                  | 1 453  | 1,62  | +1,62  |
| Total des suffrages exprimés     | Total des suffrages exprimés | Total des suffrages exprimés | 89 523 | 93,50 | −1,12  |
| Votes nuls                       | Votes nuls                   | Votes nuls                   | 6 219  | 6,50  | +1,12  |
| Participation                    | Participation                | Participation                | 95 742 | 80,86 | −4,49  |
| Résultat de préférence bipartite |                              |                              |        |       |        |
|                                  | Libéral                      | Melissa Price                | 48 583 | 54,27 | −9,22  |
|                                  | Travailliste                 | Jeremiah Riley               | 40,940 | 45,73 | +9,22  |
|                                  | Libéral retenir              | Libéral retenir              | Swing  | −9,22 |        |

#### Forrest
| Parti                            | Parti                        | Candidat                     | Voix    | %      | ±      |
| -------------------------------- | ---------------------------- | ---------------------------- | ------- | ------ | ------ |
|                                  | Libéral                      | Nola Marino                  | 41 006  | 43,12  | −9,36  |
|                                  | Travailliste                 | Bronwen English              | 26 092  | 27,44  | +6,29  |
|                                  | Verts                        | Christine Terrantroy         | 12 780  | 13,44  | +0,60  |
|                                  | Une nation                   | Shane Mezger                 | 5 020   | 5,28   | −0,67  |
|                                  | Grand australien             | Tracy Aitken                 | 2 907   | 3,06   | +3,06  |
|                                  | UAP                          | Helen Allan                  | 2 426   | 2,55   | +0,82  |
|                                  | Australie-Occidentale        | Greg Stephens                | 2 130   | 2,24   | +0,95  |
|                                  | Démocrates libéraux          | Paul Markham                 | 1 577   | 1,66   | +1,66  |
|                                  | Fédération                   | Mailee Dunn                  | 1 152   | 1,21   | +1,21  |
| Total des suffrages exprimés     | Total des suffrages exprimés | Total des suffrages exprimés | 95 090  | 94,78  | +0,42  |
| Votes nuls                       | Votes nuls                   | Votes nuls                   | 5 234   | 5,22   | −0,42  |
| Participation                    | Participation                | Participation                | 100 324 | 88,78  | −2,36  |
| Résultat de préférence bipartite |                              |                              |         |        |        |
|                                  | Libéral                      | Nola Marino                  | 51 625  | 54,29  | −10,29 |
|                                  | Travailliste                 | Bronwen English              | 43 465  | 45,71  | +10,29 |
|                                  | Libéral retenir              | Libéral retenir              | Swing   | −10,29 |        |

#### Fremantle
| Parti                            | Parti                        | Candidat                     | Voix    | %     | ±      |
| -------------------------------- | ---------------------------- | ---------------------------- | ------- | ----- | ------ |
|                                  | Travailliste                 | Josh Wilson                  | 43 111  | 43,97 | +5,95  |
|                                  | Libéral                      | Bill Koul                    | 23 749  | 24,22 | −10,75 |
|                                  | Verts                        | Felicity Townsend            | 17 790  | 18,14 | +2,14  |
|                                  | Une nation                   | William Edgar                | 3 060   | 3,12  | −0,71  |
|                                  | Grand australien             | Ben Tilbury                  | 2 293   | 2,34  | +2,34  |
|                                  | Australie-Occidentale        | Janetia Knapp                | 2 248   | 2,29  | −0,27  |
|                                  | UAP                          | Stella Jinman                | 2 000   | 2,04  | +0,10  |
|                                  | Fédération                   | Cathy Gavranich              | 1 367   | 1,39  | +1,39  |
|                                  | Démocrates libéraux          | Yan Loh                      | 1 251   | 1,28  | +1,28  |
|                                  | Alliance socialiste          | Sam Wainwright               | 1 184   | 1,21  | +0,12  |
| Total des suffrages exprimés     | Total des suffrages exprimés | Total des suffrages exprimés | 98 053  | 94,21 | −0,39  |
| Votes nuls                       | Votes nuls                   | Votes nuls                   | 6 025   | 5,79  | +0,39  |
| Participation                    | Participation                | Participation                | 104 078 | 89,12 | −2,11  |
| Résultat de préférence bipartite |                              |                              |         |       |        |
|                                  | Travailliste                 | Josh Wilson                  | 65 585  | 66,89 | +9,97  |
|                                  | Libéral                      | Bill Koul                    | 32 468  | 33,11 | −9,97  |
|                                  | Travailliste retenir         | Travailliste retenir         | Swing   | +9,97 |        |

#### Hasluck
| Parti                            | Parti                              | Candidat                           | Voix    | %      | ±      |
| -------------------------------- | ---------------------------------- | ---------------------------------- | ------- | ------ | ------ |
|                                  | Travailliste                       | Tania Lawrence                     | 39 144  | 39,73  | +9,41  |
|                                  | Libéral                            | Ken Wyatt                          | 32 889  | 33,39  | −10,59 |
|                                  | Verts                              | Brendan Sturcke                    | 10 826  | 10,99  | +0,24  |
|                                  | Une nation                         | Ian Monck                          | 3 783   | 3,84   | −2,29  |
|                                  | Indépendant                        | Jeanene Williams                   | 3 318   | 3,37   | +3,37  |
|                                  | UAP                                | Will Scott                         | 2 973   | 3,02   | +0,79  |
|                                  | Australie-Occidentale              | Pauline Clark                      | 2 561   | 2,60   | +1,00  |
|                                  | Fédération                         | Marijanna Smith                    | 1 739   | 1,77   | +1,77  |
|                                  | Démocrates libéraux                | Steven McCreanor                   | 1 280   | 1,30   | +1,30  |
| Total des suffrages exprimés     | Total des suffrages exprimés       | Total des suffrages exprimés       | 98 513  | 94,46  | +0,16  |
| Votes nuls                       | Votes nuls                         | Votes nuls                         | 5 782   | 5,54   | −0,16  |
| Participation                    | Participation                      | Participation                      | 104 295 | 88,74  | −0,50  |
| Résultat de préférence bipartite |                                    |                                    |         |        |        |
|                                  | Travailliste                       | Tania Lawrence                     | 55 166  | 56,00  | +11,89 |
|                                  | Libéral                            | Ken Wyatt                          | 43 347  | 44,00  | −11,89 |
|                                  | Travailliste vainqueur sur Libéral | Travailliste vainqueur sur Libéral | Swing   | +11,89 |        |

#### Moore
| Parti                            | Parti                        | Candidat                     | Voix    | %      | ±      |
| -------------------------------- | ---------------------------- | ---------------------------- | ------- | ------ | ------ |
|                                  | Libéral                      | Ian Goodenough               | 43 706  | 41,81  | −9,69  |
|                                  | Travailliste                 | Tom French                   | 34 227  | 32,74  | +7,99  |
|                                  | Verts                        | Mark Cooper                  | 14 902  | 14,26  | +2,20  |
|                                  | Une nation                   | Brian Brightman              | 3 541   | 3,39   | −1,06  |
|                                  | Australie-Occidentale        | Peter Gunness                | 3 095   | 2,96   | +1,32  |
|                                  | UAP                          | Helen Watkinson              | 2 342   | 2,24   | +0,48  |
|                                  | Grand australien             | Sue Andersson                | 1 926   | 1,84   | +1,84  |
|                                  | Fédération                   | Martin Suter                 | 792     | 0,76   | +0,76  |
| Total des suffrages exprimés     | Total des suffrages exprimés | Total des suffrages exprimés | 104 531 | 95,83  | +0,69  |
| Votes nuls                       | Votes nuls                   | Votes nuls                   | 4 545   | 4,17   | −0,69  |
| Participation                    | Participation                | Participation                | 109 076 | 91,43  | −1,90  |
| Résultat de préférence bipartite |                              |                              |         |        |        |
|                                  | Libéral                      | Ian Goodenough               | 52 958  | 50,66  | −10,96 |
|                                  | Travailliste                 | Tom French                   | 51 573  | 49,34  | +10,96 |
|                                  | Libéral retenir              | Libéral retenir              | Swing   | −10,96 |        |

#### O'Connor
| Parti                            | Parti                        | Candidat                     | Voix    | %     | ±     |
| -------------------------------- | ---------------------------- | ---------------------------- | ------- | ----- | ----- |
|                                  | Libéral                      | Rick Wilson                  | 43 295  | 44,76 | +2,23 |
|                                  | Travailliste                 | Shaneane Weldon              | 25 754  | 26,63 | +6,01 |
|                                  | Verts                        | Giz Watson                   | 10 284  | 10,63 | +2,47 |
|                                  | Une nation                   | Stan Kustrin                 | 6 833   | 7,06  | −1,41 |
|                                  | Chrétiens                    | Justin Moseley               | 2 779   | 2,87  | +0,22 |
|                                  | Australie-Occidentale        | Morris Bessant               | 2 366   | 2,45  | +0,87 |
|                                  | Grand australien             | Brenden Barber               | 2 337   | 2,42  | +1,50 |
|                                  | UAP                          | Tracy Tirronen               | 1 722   | 1,78  | −0,10 |
|                                  | Fédération                   | Isaac Middle                 | 1 348   | 1,39  | +1,39 |
| Total des suffrages exprimés     | Total des suffrages exprimés | Total des suffrages exprimés | 96 718  | 94,25 | +0,43 |
| Votes nuls                       | Votes nuls                   | Votes nuls                   | 5 906   | 5,75  | −0,43 |
| Participation                    | Participation                | Participation                | 102 624 | 87,12 | −4,70 |
| Résultat de préférence bipartite |                              |                              |         |       |       |
|                                  | Libéral                      | Rick Wilson                  | 55 104  | 56,97 | −8,44 |
|                                  | Travailliste                 | Shaneane Weldon              | 41 614  | 43,03 | +8,44 |
|                                  | Libéral retenir              | Libéral retenir              | Swing   | −8,44 |       |

#### Pearce
| Parti                            | Parti                              | Candidat                           | Voix    | %      | ±      |
| -------------------------------- | ---------------------------------- | ---------------------------------- | ------- | ------ | ------ |
|                                  | Travailliste                       | Tracey Roberts                     | 40 596  | 42,77  | +11,04 |
|                                  | Libéral                            | Linda Aitken                       | 28 380  | 29,90  | −13,47 |
|                                  | Verts                              | Donna Nelson                       | 10 416  | 10,97  | +1,22  |
|                                  | Une nation                         | Aaron Malloy                       | 4 295   | 4,53   | −2,30  |
|                                  | UAP                                | Trevor Dalby                       | 2 534   | 2,67   | +0,05  |
|                                  | Australie-Occidentale              | Jim Paice                          | 2 206   | 2,32   | +1,57  |
|                                  | Grand australien                   | Roslyn Stewart                     | 2 160   | 2,28   | +2,28  |
|                                  | Chrétiens                          | Vanessa Montgomery                 | 2 097   | 2,21   | +0,29  |
|                                  | Démocrates libéraux                | David Marshall                     | 1 548   | 1,63   | +1,63  |
|                                  | Fédération                         | Nigel March                        | 684     | 0,72   | +0,72  |
| Total des suffrages exprimés     | Total des suffrages exprimés       | Total des suffrages exprimés       | 94 916  | 93,77  | −0,22  |
| Votes nuls                       | Votes nuls                         | Votes nuls                         | 6 306   | 6,23   | +0,22  |
| Participation                    | Participation                      | Participation                      | 101 222 | 87,86  | −0,55  |
| Résultat de préférence bipartite |                                    |                                    |         |        |        |
|                                  | Travailliste                       | Tracey Roberts                     | 56 040  | 59,04  | +14,23 |
|                                  | Libéral                            | Linda Aitken                       | 38 876  | 40,96  | −14,23 |
|                                  | Travailliste vainqueur sur Libéral | Travailliste vainqueur sur Libéral | Swing   | +14,23 |        |

#### Perth
| Parti                            | Parti                        | Candidat                     | Voix    | %      | ±      |
| -------------------------------- | ---------------------------- | ---------------------------- | ------- | ------ | ------ |
|                                  | Travailliste                 | Patrick Gorman               | 40 066  | 39,25  | +5,66  |
|                                  | Libéral                      | David Dwyer                  | 27 294  | 26,74  | −12,24 |
|                                  | Verts                        | Caroline Perks               | 22 621  | 22,16  | +3,79  |
|                                  | Une nation                   | Cameron Bailey               | 2 749   | 2,69   | −0,03  |
|                                  | Australie-Occidentale        | Dave Vos                     | 1 878   | 1,84   | −0,57  |
|                                  | UAP                          | Sonya Eberhart               | 1 605   | 1,57   | −0,23  |
|                                  | AJP                          | Sarah Szmekura-Moor          | 1 535   | 1,50   | +1,50  |
|                                  | Chrétiens                    | Dean Powell                  | 1 514   | 1,48   | +1,09  |
|                                  | Démocrates libéraux          | Evan Nickols                 | 1 407   | 1,38   | +1,38  |
|                                  | Fédération                   | Aiden Gyuru                  | 710     | 0,70   | +0,70  |
|                                  | Grand australien             | Sean Connor                  | 702     | 0,69   | +0,69  |
| Total des suffrages exprimés     | Total des suffrages exprimés | Total des suffrages exprimés | 102 081 | 94,42  | −1,20  |
| Votes nuls                       | Votes nuls                   | Votes nuls                   | 6 028   | 5,58   | +1,20  |
| Participation                    | Participation                | Participation                | 108 109 | 88,19  | −1,34  |
| Résultat de préférence bipartite |                              |                              |         |        |        |
|                                  | Travailliste                 | Patrick Gorman               | 66 151  | 64,80  | +11,57 |
|                                  | Libéral                      | David Dwyer                  | 35 930  | 35,20  | −11,57 |
|                                  | Travailliste retenir         | Travailliste retenir         | Swing   | +11,57 |        |

#### Swan
| Parti                            | Parti                              | Candidat                           | Voix    | %      | ±      |
| -------------------------------- | ---------------------------------- | ---------------------------------- | ------- | ------ | ------ |
|                                  | Travailliste                       | Zaneta Mascarenhas                 | 39 082  | 39,07  | +6,17  |
|                                  | Libéral                            | Kristy McSweeney                   | 32 096  | 32,08  | −12,65 |
|                                  | Verts                              | Clint Uink                         | 14 861  | 14,86  | +2,86  |
|                                  | UAP                                | Paul Hilton                        | 2 637   | 2,64   | +0,81  |
|                                  | Une nation                         | Peter Hallifax                     | 2 544   | 2,54   | −0,33  |
|                                  | AJP                                | Timothy Green                      | 2 214   | 2,21   | +0,89  |
|                                  | Australie-Occidentale              | Rod Bradley                        | 2 059   | 2,06   | +0,70  |
|                                  | Chrétiens                          | Dena Gower                         | 1 930   | 1,93   | +0,20  |
|                                  | Démocrates libéraux                | Matthew Thompson                   | 1 821   | 1,82   | +1,82  |
|                                  | Fédération                         | Carl Pallier                       | 792     | 0,79   | +0,79  |
| Total des suffrages exprimés     | Total des suffrages exprimés       | Total des suffrages exprimés       | 100 036 | 94,75  | +0,59  |
| Votes nuls                       | Votes nuls                         | Votes nuls                         | 5 545   | 5,25   | −0,59  |
| Participation                    | Participation                      | Participation                      | 105 581 | 87,12  | −1,73  |
| Résultat de préférence bipartite |                                    |                                    |         |        |        |
|                                  | Travailliste                       | Zaneta Mascarenhas                 | 58 796  | 58,77  | +11,99 |
|                                  | Libéral                            | Kristy McSweeney                   | 41 240  | 41,23  | −11,99 |
|                                  | Travailliste vainqueur sur Libéral | Travailliste vainqueur sur Libéral | Swing   | +11,99 |        |

#### Tangney
| Parti                            | Parti                              | Candidat                           | Voix    | %      | ±      |
| -------------------------------- | ---------------------------------- | ---------------------------------- | ------- | ------ | ------ |
|                                  | Libéral                            | Ben Morton                         | 43 008  | 39,99  | −11,32 |
|                                  | Travailliste                       | Sam Lim                            | 40 940  | 38,07  | +10,12 |
|                                  | Verts                              | Adam Abdul Razak                   | 12 876  | 11,97  | +1,09  |
|                                  | Chrétiens                          | Mark Staer                         | 2 481   | 2,31   | +0,05  |
|                                  | Une nation                         | Tshung-Hui Chang                   | 2 288   | 2,13   | −0,28  |
|                                  | Australie-Occidentale              | Jay Dean Gillett                   | 2 096   | 1,95   | +0,73  |
|                                  | UAP                                | Travis Llewellyn Mark              | 1 721   | 1,60   | +0,28  |
|                                  | Démocrates libéraux                | Jacqueline Holroyd                 | 1 110   | 1,03   | +1,03  |
|                                  | Fédération                         | Brent Fowler                       | 1 028   | 0,96   | +0,96  |
| Total des suffrages exprimés     | Total des suffrages exprimés       | Total des suffrages exprimés       | 107 548 | 96,18  | +0,78  |
| Votes nuls                       | Votes nuls                         | Votes nuls                         | 4 271   | 3,82   | −0,78  |
| Participation                    | Participation                      | Participation                      | 111 819 | 91,51  | −1,99  |
| Résultat de préférence bipartite |                                    |                                    |         |        |        |
|                                  | Travailliste                       | Sam Lim                            | 56 331  | 52,38  | +11,88 |
|                                  | Libéral                            | Ben Morton                         | 51 217  | 47,62  | −11,88 |
|                                  | Travailliste vainqueur sur Libéral | Travailliste vainqueur sur Libéral | Swing   | +11,88 |        |

### Sénat
| Parti                        | Parti                              | Candidat                                                                                             | Voix      | %     | ±     |
| ---------------------------- | ---------------------------------- | --- | --------- | ----- | ----- |
| Quota                        | Quota                              | Quota                                                                                                | 218 018   |       |       |
|                              | Travailliste                       | 1. Sue Lines (élu 1) 2. Glen Sterle (élu 3) 3. Fatima Payman (élu 6) 4. Vicki Phelps                 | 527 319   | 34,55 | +6,92 |
|                              | Libéral                            | 1. Michaelia Cash (élu 2) 2. Dean Smith (élu 4) 3. Ben Small 4. Sherry Suffi                         | 483 364   | 31,67 | –9,24 |
|                              | Verts                              | 1. Dorinda Cox 2. River Clarke 3. Simone Collins 4. Donald Clarke 5. Jordan Cahill 6. Alex Wallace   | 217 571   | 14,26 | +2,45 |
|                              | Une nation                         | 1. Paul Filing 2. Sheila Mundy                                                                       | 53 260    | 3,49  | –2,39 |
|                              | Légaliser le cannabis              | 1. Nicola Johnson 2. Aaron Peet                                                                      | 51 568    | 3,38  | +1,69 |
|                              | Chrétiens                          | 1. Mike Chrichton 2. Maryka Goroenewald                                                              | 33 143    | 2,17  | +0,51 |
|                              | UAP                                | 1. James McDonald 2. Rob Forster                                                                     | 32 543    | 2,13  | +0,38 |
|                              | Démocrates libéraux                | 1. Kate Fantinel 2. Peter McLoughlin                                                                 | 29 511    | 1,93  | +1,21 |
|                              | Australie-Occidentale              | 1. Matthew McDowall 2. Julie Matheson                                                                | 26 555    | 1,74  | +0,55 |
|                              | Grand australien                   | 1. Rob Culleton 2. Samantha Vinci                                                                    | 15 958    | 1,05  | +0,83 |
|                              | AJP                                | 1. Amanda Dorn 2. Elizabeth McCasker                                                                 | 14 186    | 0.93  | –0.05 |
|                              | Fédération                         | 1. Judy Wilyman 2. Leanne Barrett                                                                    | 8 339     | 0,55  | +0,55 |
|                              | Australie durable                  | 1. Karen Oborn 2. Ryan Oostryck                                                                      | 5 827     | 0,38  | +0,03 |
|                              | Fusion                             | 1. Tim Viljoen 2. Adam Woodings                                                                      | 5 342     | 0,35  | +0,35 |
|                              | Démocrates                         | 1. Elena Mitchell 2. Simon Simson                                                                    | 4 630     | 0,30  | +0,30 |
|                              | IMOP                               | 1. Michelle Kinsella 2. Leanne Lockyer                                                               | 3 494     | 0,23  | –0,03 |
|                              | Alliance socialiste                | 1. Petrina Harley 2. Alex Salmon                                                                     | 2 494     | 0,16  | +0,03 |
|                              | Valeurs                            | 1. Rebecca Pizzey 2. Kathy Fitzpatrick                                                               | 2 305     | 0,15  | +0,15 |
|                              | SJI                                | 1. George Georgatos 2. Megan Krakouer                                                                | 2 254     | 0,15  | +0,15 |
|                              | Citoyens                           | 1. Denis Bradley 2. Jean Robinson                                                                    | 1 789     | 0,12  | +0,04 |
|                              | ICAC fédéral                       | 1. Matthew Court 2. Dianne Watkins                                                                   | 1 540     | 0,10  | +0,10 |
|                              | NMV                                | 1. Cam Tinley 2. Tricia Ayre                                                                         | 993       | 0,07  | +0,07 |
|                              | Non-groupé                         | 1. Ziggy Murphy 2. Ashley Buckle 3. Peter McDonald 4. Yunous Vagh 5. Bob Burdett 5. Valentine Pegrum | 2 138     | 0,14  | +0,03 |
| Total des suffrages exprimés | Total des suffrages exprimés       | Total des suffrages exprimés                                                                         | 1 526 123 | 97,09 | +0,49 |
| Votes nuls                   | Votes nuls                         | Votes nuls                                                                                           | 45 776    | 2,91  | −0,49 |
| Participation                | Participation                      | Participation                                                                                        | 1 571 899 | 88,70 | −2,27 |
|                              | Travailliste retenir               | Travailliste retenir                                                                                 | Swing     | +6,92 |       |
|                              | Travailliste retenir               | Travailliste retenir                                                                                 | Swing     | +6,92 |       |
|                              | Travailliste vainqueur sur Libéral | Travailliste vainqueur sur Libéral                                                                   | Swing     | +6,92 |       |
|                              | Libéral retenir                    | Libéral retenir                                                                                      | Swing     | –9,24 |       |
|                              | Libéral retenir                    | Libéral retenir                                                                                      | Swing     | –9,24 |       |
|                              | Verts retenir                      | Verts retenir                                                                                        | Swing     | +2,45 |       |